# Depresión Tropical 12E
Según el informe del Servicio Nacional de Estudios Territoriales del Ministerio de Medio Ambiente y Recursos Naturales de El Salvador

La Depresión Tropical 12E El domingo 9 de octubre de 2010 se formó un sistema de Baja Presión sobre la costa Pacífica al suroeste de Guatemala. Este sistema, cuyo desplazamiento fue muy lento, se convirtió en la Depresión Tropical N.º 12 E en la madrugada del miércoles 12 de octubre al sureste de Tehuantepec. La tarde del miércoles 12, la Depresión Tropical tocó tierra en la cercanía de Tehuantepec, debilitándose gradualmente y dejó sus remanentes dispersos sobre México, Guatemala y Belice. De estos remanentes se formaron dos bajas presiones, una en la cercanía de Yucatán y la otra en la costa pacífica de Guatemala, lo que mantuvo la Zona de Convergencia Intertropical sobre Centroamérica y el ingreso del flujo del sur y suroeste (vaguada monzónica) sobre El Salvador. 
Estas condiciones permitieron que desde el lunes 10 de octubre por la tarde y noche se generara un temporal en todo el país, con énfasis en la costa y la cadena volcánica, con lluvia por lo general de moderada a fuerte. El temporal incidió en El Salvador del lunes 10 al miércoles 19 de octubre por la noche.